# Nemško-italijanska tankovska armada
Nemško-italijanska tankovska armada (izvirno nemško  Deutsch-Italienischen Panzer-Armee) je bila tankovska armada v sestavi Heera (Wehrmacht) med drugo svetovno vojno.

## Zgodovina
Nemško-italijanska tankovska armada je bila ustanovljena 1. oktobra 1942 s preimenovanjem in preoblikovanjem Tankovske armade Afrika. Sodelovala je v obrambnih operacijah v Severni Afriki, dokler ni bila 22. februarja 1943 razpuščena in njene enote vključene v novoustanovljeno Heeresgruppe Afrika.

## Organizacija
Oktober 1942
- Nemški afriški korpus
- X. korpus
- XX. korpus
- XXI. korpus
- 90. lahka divizija

November 1942
- Nemški afriški korpus
- X. korpus
- XX. korpus
- XXI. korpus
- 90. lahka divizija

- 17. pehotna divizija »Pavia« 

- 136. motorizirana divizija »Giovanni Fascisti«

Februar 1943
- Nemški afriški korpus
- XX. korpus
- XXI. korpus
- 164. pehotna divizija
- Padalska brigada Ramcke

## Poveljstvo
Poveljnik
- General tankovskih enot Georg Stumme (1. oktober 1942 - 24. oktober 1942)
- General tankovskih enot Wilhelm Ritter von Thoma (24. oktober 1942 - 25. oktober 1942)
- Generalfeldmarschall Erwin Rommel (25. oktober 1942 - 2. november 1942)
- General tankovskih enot Gustav Fehn (26. november 1942 - 2. december 1942)
- Generalfeldmarschall Erwin Rommel (2. december 1942 - 17. februar 1943)
- Generalporočnik Karl Bülowius (17. februar 1943 - 22. februar 1943)